# توماس هنري موراي
توماس هنري موراي (28 أغسطس 1892 - 18 مايو 1974)، مخترع من سولت لايك سيتي، يوتا.
حصل على براءة اختراع أميركية 2،460،707 في فبراير 1949، بعد عملية استمرت 17 عاما مع مكتب البراءات. وكانت المكونات الرئيسية للبراءة مرنان الدائرة لك ومجموعة من أنابيب الصمام الثنائي فراغ السلطة باستخدام اليورانيوم ومصادر الطاقة الراديوم والأشباه الموصلات الجرثوم المنشط الجرثومية. وكان ذلك مثالا مبكرا لأشباه الموصلات المخدرة وتمهيدا لمصادر الطاقة المشعة باستخدام النظائر المشعة في أبحاث الفضاء. يتبع جهاز موراي أعمال أخرى على البطاريات النووية، التي قام بها هنري موسيلي لأول مرة في عام 1913 باستخدام مصدر الراديوم.
لم يكن اختراع موراي ناجحا تجاريا بسبب ارتفاع تكلفة التصنيع مقارنة بكمية الطاقة المنتجة والسوق الصغيرة للبطاريات الذرية. وقد قدمت العديد من الادعاءات التي لا تستند إلى أدلة فيما يتعلق بمحاولات بيع الكتب أو طلب المال. كانت المطالبة الواحدة خمسة كيلوواط من الكهرباء المولدة من جهاز بتكلفة ستين ألف دولار لبناء في عام 1926. إذا كان صحيحا، فإنه يمثل تكلفة عالية للكهرباء مقارنة مع مصادر أخرى، إلا في حالات خاصة مثل أبحاث الفضاء.
في عام 1944 حصل موراي على 25 دولارًا يوميًا من إدارة كهربة الريف لتحسين نظامه لسحب الطاقة الكهربائية من الغلاف الجوي. وادعى أن اختراعه للكهرباء يتم إنتاجه بدون أي مدخلات خارجية للطاقة.
وقد تطورت ثقافة مضادة مع مطالبات بشأن الطاقة البديلة، مستشهدا بموراي كمثال رئيسي على ضياع الفرص وإزالة الطاقة مجانا. ومنذ أن قام موراي ببراءة اختراعه مع رسومات تفصيلية، ويصف أفكاره في الكتب التي كتبها، يمكن فهم العملية الاقتصادية والتقنية بالعلوم والهندسة التقليدية. وستكون هناك حاجة إلى تخفيض كبير في تكاليف التصنيع لزيادة استخدام مصادر القدرة استنادا إلى اختراع موراي. وقد تم استبدال الدوائر فراغ أنبوب المكونات الصلبة الدولة الإلكترونية في معظم التطبيقات.